# PinkPantheress
Victoria Beverly Walker' (n. 18 aprilie 2001, Bath, Anglia, Regatul Unit), cunoscută sub numele de PinkPantheress, este o cântăreață britanică și producătoare muzicală. Melodiile ei, care sunt de obicei scurte și includ sample-uri de muzică din anii 90 și 2000, se inspiră din mai multe genuri muzicale, cum ar fi bedroom pop⁠(d), drum and bass, alt-pop și 2-step garage⁠(d).
În 2021, când studia în Londra, a postat melodiile ei pe TikTok, acestea ajungând virale⁠(d), cum ar fi „Break it Off” , și a semnat cu casele de discuri Parlophone și Elektra Records. Single-urile ei “Just For Me” și “Pain” de pe mixtape-ul de debut “To Hell with It” (2021) a ajuns în top 40 la UK Singles Chart și au fost certificate de British Phonographic Industry (BPI).A câștigat sondajul “BBC’s Sound of 2022” și single-ul ei “Boy’s a Liar” a ajuns locul doi în Regatul Unit, iar remixul ei cu rapperița americană Ice Spice a devenit prima ei melodie care a ajuns pe Billboard Hot 100, ajungând la locul trei. A lansat albumul ei de debut „Heaven Knows” în 2023.